# Phosmet
Le phosmet est un insecticide organophosphoré non-systémique, dérivé du phtalimide, utilisé sur les plantes et les animaux. Il tue, à faible dose, les insectes (et accidentellement d'autres organismes) en inhibant l'acétylcholinestérase quand il pénètre dans l'organisme (par contact, ingestion et/ou inhalation). Ceci induit une accumulation du neurotransmetteur acétylcholine (ACh) au niveau des synapses cholinergiques, qui a son tour entraîne une toxicité (muscarinique et nicotinique) due à une activation anormale, intense et prolongée du site récepteur.

## Histoire
Il a été enregistré comme pesticide insecticide, et mis sur le marché pour la première fois aux États-Unis en 1966, avant d'être de plus en plus utilisé dans le monde, et notamment dans de nombreux pays d'Europe, du Moyen-Orient, d'Afrique, y compris contre les puces, les tiques et divers acariens d'animaux de compagnie. 
Dans les années 2000-2020, il est très utilisé sur les pommiers, les pêchers (pêches/nectarines), les oliviers, les cultures d'agrumes, les fruits à pépins, ou encore sur la pomme de terre ,.
La « substance active du pesticide phosmet » a fait l'objet d'une revue d'étude par l'EFSA dans le cadre du renouvellement de l'approbation des substances actives de pesticides , après l'examen par des pairs des évaluations de risques antérieurement produites pour l'UE par l'Espagne et la Grèce (État membre rapporteur et co-rapporteur). Ce renouvellement d'approbation a été demandé par Gowan Comércio Internacional e Serviços, Limitada.
L'évaluation a porté sur des utilisations jugées représentatives du phosmet comme insecticide sur les agrumes, les fruits à pépins, les pêches/nectarines et les pommes de terre (utilisations au champ). L'EFSA a identifié à cette occasion des informations manquantes, sources de préoccupation critique, et pourtant requises par le cadre réglementaire. Selon l'EFSA il existe un « déficit de données » concernant la toxicité du phosmet pour les mammifères (absence d'étude d'effets sur la neurotoxicité et le développement). Pour l'Homme, « les estimations de l'exposition non alimentaire (c'est-à-dire pour l'opérateur, le travailleur, le spectateur et le résident) pour toutes les utilisations représentatives selon le tableau GAP étaient supérieures à (A)AOEL même avec l'utilisation d'un équipement de protection individuelle ou d'une application des mesures d'atténuation disponibles dans le calculateur de l'EFSA ». De plus, « les estimations provisoires de l'exposition alimentaire pour les consommateurs dépassaient la dose journalière admissible (DJA) et la dose aiguë de référence (ARfD) pour toutes les utilisations représentatives évaluées. Aucune LMR n'a été proposée pour les utilisations représentatives dans les agrumes, les fruits à pépins, les pêches/nectarines et la pomme de terre. Il est à noter que les résidus au niveau de la valeur par défaut de la LMR de 0,01 mg/kg dépasseraient également l'ARfD pour plusieurs des cultures évaluées ».
l'EFSA estime que la Phosmet ne répond pas aux critères de perturbation endocrinienne pour l'homme et les organismes non ciblés, sur la base des données et de l'évaluation disponibles et selon les modalités de l'EATS,, mais cite des préoccupations écotoxicologique « critiques » pour les mammifères sauvages et les oiseaux (cf. reprotoxicité du phosmet), un « risque aigu et chronique » pour les invertébrés aquatiques, un « risque aigu » pour les abeilles pollinisatrices et sources de miel, ainsi qu'un « risque élevé » pour les arthropodes non-cible, et ce pour « pour toutes les utilisations du phosmet ».

## Usages
Il est utilisé principalement sur les pommiers pour lutter contre le carpocapse, mais également sur de nombreuses autres cultures fruitières et ornementales, ainsi que sur la vigne pour lutter notamment contre les pucerons, les acariens, et les mouches des fruits.

## Sécurité
Le phosmet figure sur la liste EPA des substances extrêmement dangereuses établie pour le plans d'urgence des États-Unis (US Emergency Planning). Il est hautement toxique pour les invertébrés et d'autres organismes, mais il se dégrade assez vite, et ses composés de dégradation par hydrolyse sont non toxiques. Peu soluble dans l'eau, il est considéré comme relativement peu mobile et peu persistant dans le sol et l'environnement du sol (on en trouve 0,0079 à 0,2 μg/l dans les eaux souterraines mais de 0,3 à 0,63 μg/l dans les eaux de surface). 
On a trouvé des résidus de phosmet dans divers types d'aliments mis sur le marché, dont par exemple des fruits, la pomme de terre, des noisettes, l'huile d'olive ou le miel,.

## Toxicologie
Il s'est montré reprotoxique et tératogène dans le modèle animal chez le rat de laboratoire et le Danio rerio. 

## Écotoxicologie
En termes d'écotoxicologie, il est hautement toxique pour tous les insectes, abeilles y compris.
Mark Purdey a déclenché une controverse en suggérant que le phosmet pourrait aussi avoir joué un rôle clé dans l'épidémie d'encéphalopathie spongiforme bovine (ESB).
En 2010, une étude a montré que chaque augmentation d'un facteur 10 du taux urinaire de métabolites organophosphorés était associée à une augmentation de 55 % à 72 % des risques d'apparition du trouble du déficit de l'attention/hyperactivité (TDA/H) chez l'enfant.
Dans les années 2010, peu de données étaient disponibles en termes d'effets sublétaux sur les poissons ; on a montré en 2021 qu'il est hépatotoxique et neurotoxique pour le cerveau de la truite Oncorhynchus mykiss juvénile après 24, 48, 72 et 96 h d'exposition à des taux de 5, 25 et de 50 μg/l dans l'eau. Il diminue la glycémie, le taux de protéines et de cholestérol de la truite et élève fortement l'activité de l'alanine aminotransférase, de l'aspartate aminotransférase et de la phosphatase alcaline (trois marqueurs d'hépatotoxicité). Son action anticholinestérasique atteint 46 % dans le cerveau des poissons exposés. 
Dans le foie comme dans le cerveau, l'activité de la superoxyde dismutase, de la catalase et de la glutathion peroxydase augmente alors que le taux glutathion croît, de même que les substances réactives à l'acide thiobarbiturique. Le phosmet induit aussi un stress oxydatif. 

Des effets neurotoxiques et de toxicité pour le développement juvénile et larvaire, à des doses sublétales avaient déjà été décrits, in vivo, respectivement chez Oncorhynchus kisutch et Danio rerio en 2020,. L'EFSA, en mars 2021, note qu'exposés à seulement 1,0 μg/L de phosmet, une mortalité de 25 % des poissons femelles a été observée lors d'un test fait en laboratoire.
En 2023, une étude a porté sur les effets de la législation et des plans d'action nationaux visant à réduire le phénomène de dérive des pesticides vers l'environnement périphérique non agricoles (plans obligatoires dans tous les États-membres de l'UE). Elle s'est basée sur l'analyse des résidus de pesticides trouvés dans 306 échantillons d'herbe prélevés sur 88 sites (sur 6 ans, entre 2014 et 2020) dans l'une des régions où la viticulture et la pomiculture sont parmi les plus intensives en Europe : la province autonome de Bolzano-Tyrol du Sud, en Italie. 
314 molécules ont été recherchées (par chromatographie en phase gazeuse et spectrométrie de masse). Les résultats montrent que le nombre de pesticides par site et le nombre global de pesticides tendait à diminuer sur la période. Les molécules les plus retrouvées étaient des fongicides (ex : fluazinam) retrouvé sur 74 % des sites et captane sur 60 % des sites, avec 53 sites contaminés sur 88) ; et parmi les insecticides, c'est le phosmet qui était le plus présent (retrouvé dans 49 % des 88 sites, avec un pic au printemps). Globalement, le taux de molécules toxiques pour l'Homme a « considérablement augmenté au fil des ans en ce qui concerne la reprotoxicité (de 21 % des substances détectées en 2014, à 88 % en 2020) et la toxicité spécifique pour certains organes cibles (0 % en 2014 à 21 % en 2020). Les taux de substances associées à une perturbation endocrinienne (89 % des substances au fil des ans) ou à des propriétés cancérigènes (45 % des substances au fil des ans) sont restés constants (...). Les risques écotoxicologiques potentiels des résidus détectés concernant la toxicité aiguë par contact pour les abeilles sont restés élevés au cours des années d'étude, tandis que la toxicité aiguë et chronique pour le ver de terre a diminué ».